# Đại đội
Đại đội là đơn vị của tổ chức đơn vị quân đội, gồm khoảng 50-100 lính, chia thành 3 đến 5 trung đội. Chỉ huy đại đội là đại úy với hạ sĩ quan phụ tá. Hai ba đại đội kết hợp thành một tiểu đoàn.

## Quân đội Nhân dân Việt Nam
Một đại đội bộ binh của Quân đội Nhân dân Việt Nam (ký hiệu là C) bao gồm 3 trung đội bộ binh và chỉ huy đại đội (hay đại đội bộ, gồm chỉ huy đại đội và một số chiến sĩ trinh sát, liên lạc, thông tin). Tổng phiên chế của đại đội bộ binh trong Quân đội Nhân dân Việt Nam vào khoảng 90-100 người).
Đại đội tăng thiết giáp có từ 5-10 xe.
Đại đội hỏa lực, pháo binh, cao xạ có từ 4-6 khẩu.

### Đại đội hệ binh chủng bộ binh
Trong thời bình, một đại đội chiến đấu như bộ binh, hải quân đánh bộ, đổ bộ đường không, đặc công, biên phòng... thường chỉ gồm 3 trung đội và Ban chỉ huy đại đội gồm Đại đội trưởng, Chính trị viên đại đội, 1 đến 2 phó đại đội trưởng, chính trị viên phó đại đội, nhân viên y tá, nhân viên quân khí.
Trong thời chiến và các tình huống chiến đấu, một đại đội chiến đấu hệ binh chủng có thể được tăng cường từ 1 đến 2 trung đội hỏa lực gồm súng máy hạng nặng, ĐKZ và súng cối. Nếu phải tác chiến trên hướng hoặc địa bàn độc lập, một đại đội có thể có Đại đội bộ gồm Ban chỉ huy đại đội, các trợ lý tham mưu, chính trị, hậu cần kỹ thuật và 1 tiểu đội thông tin.

### Đại đội hệ binh chủng sử dụng khí tài kỹ thuật
Đại đội là đơn vị cấp cơ sở của binh chủng pháo binh, pháo cao xạ, tăng thiết giáp, công binh và phòng hóa.
Một đại đội pháo binh (pháo mặt đất) có thể có từ 4 đến 6 khẩu đội pháo tùy theo cỡ nòng từ 152 mm, 130 mm đến 75 mm.
Một đại đội súng cối có thể có từ 6 đến 12 khẩu đội súng cối tùy theo cỡ nòng từ 120 mm đến 81 mm.
Một đại đội pháo cao xạ có thể có từ 4 đến 6 khẩu đội từ cỡ nòng 100 mm đến 37, 23 mm.
Một đại đội công binh, phòng hóa có từ 2 đến 3 trung đội có trang bị đủ phương tiện kỹ thuật kèm theo.
Một đại đội tăng thiết giáp có từ 5 đến 10 xe tùy theo chủng loại, mỗi xe có 2 kíp lái. Khi tác chiến trên một hướng hay địa bàn đọc lập, mỗi đại đội tăng thiết giáp được biên chế bổ sung một trung đội kỹ thuật xe máy, xăng dầu cơ giới hóa.

### Đại đội hệ quân chủng
Đại đội là đơn vị cấp cơ sở của Không quân Nhân dân Việt Nam, tương đương với một phi đội trong biên chế của không quân một số nước, được trang bị từ 4 đến 9 máy bay chiến đấu, mỗi chiếc có 3 đến 6 phi công trực chiến theo phiên (tùy theo số lượng nhân sự kíp bay của chúng loại máy bay) và một tổ thợ máy từ 4 đến 6 nhân viên kỹ thuật.
Đại đội cũng là đơn vị cơ bản của Hải quân, Cảnh sát biển (1 đơn vị tàu chiến) và Bộ đội Biên phòng (Đồn biên phòng cấp 2).